# 波根巴赫河
51°12′49.66″N 8°56′46.42″E / 51.2137944°N 8.9462278°E
波根巴赫河（德語：Poggenbach），是德國的河流，位於該國西部，處於北萊茵-威斯特法倫州，屬於埃姆斯河的左支流，河道全長8.1公里，流域面積11平方公里，河畔城鎮有雷達-維登布呂克。